# داوید ناواس
داوید ناواس (اسپانیایی: David Navas‎؛ زادهٔ ۱۰ ژوئن ۱۹۷۴) دوچرخه‌سوار اهل اسپانیا است.